# Giải bóng đá vô địch quốc gia Ý 1899
Giải bóng đá vô địch quốc gia Ý 1899 là mùa giải thứ hai của giải bóng đá vô địch quốc gia Ý, với Genoa giành chức vô địch.

## Vòng loại

### Liguria
Genoa đã chờ đợi đối thủ của họ, một đội bóng ở gần Sampierdarena, vào ngày 27 tháng 3, nhưng đội này đã rút lui.

### Piemonte
Thi đấu ngày 2/4
| Đội 1             | Tỉ số        | Đội 2           |
| ----------------- | ------------ | --------------- |
| Ginnastica Torino | 2–0 (s.h.p.) | F.B.C. Torinese |

Thi đấu ngày 9/4
| Đội 1                 | Tỉ số | Đội 2                  |
| --------------------- | ----- | ---------------------- |
| Internazionale Torino | 2–0   | R.S. Ginnastica Torino |

## Chung kết
Thi đấu ngày 16/4
| Đội 1 | Tỉ số | Đội 2                 |
| ----- | ----- | --------------------- |
| Genoa | 3–1   | Internazionale Torino |